# Microalbuminuria
La microalbuminuria se refiere a valores de 30 a 300 mg/24 h, 20–200 µg/min, 30–300 µg/mg o 30-300 mg/g (todos valores equivalentes, pero en diferentes unidades) de una proteína conocida como albúmina en una muestra de orina. Dichos valores de albúmina se obtienen de dos métodos posibles, el primero en colectas de orina en 24 horas o el segundo en tomas de orina aislada (preferiblemente de primera orina del día, a la cual a esta toma aislada se le realiza el cociente albúmina/creatinina para obtener dichos valores ya mencionados).[cita requerida]

## Fisiopatología
La microalbuminuria es marcadora de una enfermedad renal incipiente, aunque todavía no de manifestaciones clínicas, ya que en todos los casos el riñón sano no excreta proteínas. 
Las dos enfermedades que más frecuentemente originan microalbuminuria son la diabetes mellitus y la hipertensión arterial.